# Primera Divisió (2002/2003)
Primera Divisió 2002/2003 był to 8. sezon andorskiej pierwszej klasy rozgrywkowej w piłce nożnej. Brało w niej udział 9 zespołów, które grały ze sobą systemem „każdy z każdym”. Mistrzowskiego tytułu nie obroniło FC Encamp. Nowym mistrzem Andory zostało FC Santa Coloma, dla której był to trzeci tytuł mistrzowski w historii klubu. 

## Zasady rozgrywek
Dziewięć uczestniczących drużyn, grają mecze każdy z każdym w pierwszej fazie rozgrywek. W ten sposób odbywa się pierwszych 16 meczów. Następnie liga zostaje podzielona na dwie grupy po cztery zespoły. W obydwóch grupach drużyny rozgrywają kolejne mecze – dwukrotnie (mecz i rewanż) z każdą z drużyn ze znajdujących się w jej macierzystej połówce tabeli. W ten sposób każda z drużyn rozgrywa kolejnych sześć meczów, a punkty i bramki zdobyte w pierwszej fazie są brane pod uwagę w fazie drugiej. Górna połówka tabeli walczy o mistrzostwo Andory oraz kwalifikacje do rozgrywek europejskich, natomiast dolna połówka broni się przed spadkiem. Do niższej ligi spada bezpośrednio ostatnia drużyna.

## Drużyny
| Uczestnicy poprzedniej edycji                                                                                 | Uczestnicy poprzedniej edycji | Uczestnicy poprzedniej edycji | Uczestnicy poprzedniej edycji |
| --- | ----------------------------- | ----------------------------- | ----------------------------- |
| ENC | FC Encamp                     | 1                             |                               |
| SJU | UE Sant Julià                 | 2                             |                               |
| SFC | FC Santa Coloma               | 3                             |                               |
| RAN | FC Rànger's                   | 4                             |                               |
| LUS | FC Lusitanos                  | 5                             |                               |
| PRI | CE Principat                  | 6                             |                               |
| INT | Inter Club d’Escaldes         | 7                             |                               |
| SCE | Sporting Club d’Escaldes      | 8                             |                               |
| Awans z Segona Divisió                                                                                        |                               |                               |                               |
| EXT | UE Extremenya                 |                               |                               |
| Oznaczenia: - kolumna pierwsza – skróty nazw drużyn, - kolumna trzecia – miejsce zajęte w poprzednim sezonie. |                               |                               |                               |

## Stadiony
Wszystkie drużyny grające w Primera Divisió rozgrywały wszystkie spotkania ligowe na Estadi Comunal d'Aixovall w Aixovall.

## Pierwsza runda

### Tabela
| Lp. | Drużyna                      | M  | Z  | R | P  | Bramki | Bramki | Różn. | Pkt | Uwagi                               |
| --- | ---------------------------- | -- | -- | - | -- | ------ | ------ | ----- | --- | ----------------------------------- |
| 1   | FC Santa Coloma              | 16 | 13 | 3 | 0  | 51     | 8      | +43   | 42  | Kwalifikacja do grupy mistrzowskiej |
| 2   | FC Encamp                    | 16 | 10 | 4 | 2  | 49     | 10     | +39   | 34  | Kwalifikacja do grupy mistrzowskiej |
| 3   | UE Sant Julià                | 16 | 9  | 3 | 4  | 57     | 17     | +40   | 30  | Kwalifikacja do grupy mistrzowskiej |
| 4   | Inter Club d’Escaldes        | 16 | 8  | 2 | 6  | 30     | 33     | −3    | 26  | Kwalifikacja do grupy mistrzowskiej |
| 5   | CE Principat                 | 16 | 6  | 5 | 5  | 32     | 25     | +7    | 23  | Kwalifikacja do grupy spadkowej     |
| 6   | FC Lusitanos                 | 16 | 7  | 1 | 8  | 44     | 33     | +11   | 22  | Kwalifikacja do grupy spadkowej     |
| 7   | FC Rànger's                  | 16 | 6  | 3 | 7  | 39     | 39     | 0     | 21  | Kwalifikacja do grupy spadkowej     |
| 8   | UE Extremenya                | 16 | 2  | 1 | 13 | 17     | 63     | −46   | 7   | Kwalifikacja do grupy spadkowej     |
| 9   | Sporting Club d’Escaldes (S) | 16 | 0  | 0 | 16 | 10     | 101    | −91   | 0   | Spadek do Segona Divisió            |

### Wyniki pierwszej rundy
| Gospodarz \ Gość         | EXT | ENC | SCE  | INT | LUS  | PRI  | RAN | SFC | SJU |
| UE Extremenya            |     | 1:4 | 3:1  | 0:1 | 3:6  | 2:2  | 0:1 | 0:7 | 0:5 |
| FC Encamp                | 8:0 |     | 7:0  | 2:0 | 0:0  | 2:1  | 7:0 | 1:2 | 2:0 |
| Sporting Club d’Escaldes | 1:2 | 1:9 |      | 2:3 | 0:15 | 0:10 | 0:6 | 0:3 | 1:4 |
| Inter Club d’Escaldes    | 3:1 | 3:2 | 4:1  |     | 3:0  | 3:2  | 4:1 | 0:1 | 1:5 |
| FC Lusitanos             | 5:2 | 1:2 | 5:1  | 4:1 |      | 1:2  | 0:1 | 1:2 | 0:9 |
| CE Principat             | 2:1 | 0:0 | 2:0  | 1:1 | 1:0  |      | 2:2 | 0:5 | 1:2 |
| FC Rànger's              | 9:1 | 0:2 | 7:2  | 1:1 | 2:5  | 4:3  |     | 1:3 | 2:2 |
| FC Santa Coloma          | 3:0 | 1:1 | 8:0  | 5:1 | 4:0  | 0:0  | 4:1 |     | 1:1 |
| UE Sant Julià            | 5:1 | 0:0 | 13:0 | 5:1 | 0:1  | 2:3  | 3:1 | 1:2 |     |

Źródło: RSSSF
Objaśnienia:
1Drużyna gospodarzy jest wymieniona po lewej stronie tabeli.
Kolory: zielony – zwycięstwo gospodarzy, żółty – remis, różowy – zwycięstwo gości.

## Druga runda

### Grupa mistrzowska
| Lp. | Drużyna                | M  | Z  | R | P  | Bramki | Bramki | Różn. | Pkt | Uwagi                                |
| --- | ---------------------- | -- | -- | - | -- | ------ | ------ | ----- | --- | ------------------------------------ |
| 1   | FC Santa Coloma (M, P) | 22 | 14 | 7 | 1  | 58     | 14     | +44   | 49  | Puchar UEFA • I runda kwalifikacyjna |
| 2   | FC Encamp              | 22 | 14 | 6 | 2  | 63     | 16     | +47   | 48  | Puchar Intertoto • I runda           |
| 3   | UE Sant Julià          | 22 | 11 | 5 | 6  | 73     | 28     | +45   | 38  |                                      |
| 4   | Inter Club d’Escaldes  | 22 | 9  | 2 | 11 | 37     | 54     | −17   | 29  |                                      |

### Grupa spadkowa
| Lp. | Drużyna           | M  | Z  | R | P  | Bramki | Bramki | Różn. | Pkt | Uwagi                    |
| --- | ----------------- | -- | -- | - | -- | ------ | ------ | ----- | --- | ------------------------ |
| 5   | FC Lusitanos      | 22 | 12 | 1 | 9  | 63     | 40     | +23   | 37  |                          |
| 6   | CE Principat      | 22 | 10 | 5 | 7  | 42     | 32     | +10   | 35  |                          |
| 7   | FC Rànger's       | 22 | 9  | 3 | 10 | 54     | 51     | +3    | 30  |                          |
| 8   | UE Extremenya (S) | 22 | 2  | 1 | 19 | 21     | 85     | −64   | 7   | Spadek do Segona Divisió |

### Wyniki drugiej rundy

#### Grupa mistrzowska
| Gospodarz \ Gość      | ENC | INT | SFC | SJU |
| FC Encamp             |     | 5:1 | 0:0 | 2:1 |
| Inter Club d’Escaldes | 1:3 |     | 2:1 | 3:5 |
| FC Santa Coloma       | 1:1 | 2:0 |     | 2:2 |
| UE Sant Julià         | 2:3 | 5:0 | 1:1 |     |

Źródło: RSSSF
Objaśnienia:
1Drużyna gospodarzy jest wymieniona po lewej stronie tabeli.
Kolory: zielony – zwycięstwo gospodarzy, żółty – remis, różowy – zwycięstwo gości.

#### Grupa spadkowa
| Gospodarz \ Gość | EXT | LUS | PRI | RAN |
| UE Extremenya    |     | 0:4 | 1:2 | 0:5 |
| FC Lusitanos     | 3:2 |     | 4:1 | 3:0 |
| CE Principat     | 2:0 | 0:2 |     | 3:0 |
| FC Rànger's      | 6:1 | 4:3 | 0:2 |     |

Źródło: RSSSF
Objaśnienia:
1Drużyna gospodarzy jest wymieniona po lewej stronie tabeli.
Kolory: zielony – zwycięstwo gospodarzy, żółty – remis, różowy – zwycięstwo gości.